# Mycteria
Mycteria là một chi chim trong họ Ciconiidae.

## Các loài
- Cò lạo xám, Mycteria cinerea
- Hạc mỏ vàng, Mycteria ibis
- Giang sen,  Mycteria leucocephala
- Hạc gỗ, Mycteria americana